# Cerro de la Lumbre
Cerro de la Lumbre är en ort i Mexiko.   Den ligger i kommunen Arteaga och delstaten Michoacán de Ocampo, i den södra delen av landet, 300 km väster om huvudstaden Mexico City. Cerro de la Lumbre ligger 978 meter över havet och antalet invånare är 128.
Terrängen runt Cerro de la Lumbre är huvudsakligen kuperad. Cerro de la Lumbre ligger uppe på en höjd. Runt Cerro de la Lumbre är det glesbefolkat, med 13 invånare per kvadratkilometer. Närmaste större samhälle är Infiernillo, 13,7 km öster om Cerro de la Lumbre. I omgivningarna runt Cerro de la Lumbre växer huvudsakligen savannskog.